# Joie (Vice-versa)
Pour l’article homonyme, voir Joie.
 (juillet 2025).
Motif : Quelles sources secondaires centrées ?
- Archive Wikiwix
- Bing
- Cairn
- DuckDuckGo
- E. Universalis
- Gallica
- Google
- G. Books
- G. News
- G. Scholar
- Persée
- Qwant
- (zh) Baidu
- (ru) Yandex
- (wd) trouver des œuvres sur Wikidata

| 1. | Préciser le motif de la pose du bandeau. | Précisez le motif de la pose du bandeau en utilisant la syntaxe suivante : {{admissibilité à vérifier\|date=juillet 2025\|motif=remplacez ce texte par le motif}}                      |
| 2. | Informer les utilisateurs concernés.     | Pensez à avertir le créateur de l'article, par exemple, en insérant le code ci-dessous sur sa page de discussion : {{subst:avertissement admissibilité à vérifier\|Joie (Vice-versa)}} |

 (signalé en juillet 2025).
Si vous disposez d'ouvrages ou d'articles de référence ou si vous connaissez des sites web de qualité traitant du thème abordé ici, merci de compléter l'article en donnant les références utiles à sa vérifiabilité et en les liant à la section « Notes et références ».
- Archive Wikiwix
- Bing
- Cairn
- DuckDuckGo
- E. Universalis
- Gallica
- Google
- G. Books
- G. News
- G. Scholar
- Persée
- Qwant
- (zh) Baidu
- (ru) Yandex
- (wd) trouver des œuvres sur Wikidata

Joie (Joy) est un personnage fictif et le protagoniste du film Vice-versa (Inside Out).

## Description
Joie est un personnage féminin à l'apparence lumineuse, à la peau jaune et habillé de vert, avec des cheveux et yeux bleus. Toujours énergique et motivée, elle est de caractère optimiste et positif et représente ces valeurs dans l'esprit de Riley. C' est la seule émotion a porter plusieurs couleurs. Elle possède des cheveux bleus et une aura bleue tout autour d'elle, ce qui signifie que la joie ne peut exister sans la tristesse. C'est également la seule émotion à ne pas porter de chaussures, car elle représente une forme de liberté. Elle est aussi la seule émotion à ne pas avoir d'ombre car elle est littéralement une source de lumière. 

## Apparitions
- Vice-versa (Inside Out), long métrage de 2015 ;
- Premier rendez-vous ? (Riley's First Date?), court métrage de 2015 ;
- Disney Infinity 3.0, jeu vidéo de 2013 (mise à jour de 2015) ;
- Vice-versa 2 (inside Out 2), long métrage de 2024.
- Disney Speedstorm, jeu vidéo de 2023 (à partir de la saison 8 en juin 2024) ;

## Interprètes
- Version originale :
  - Amy Poehler (Inside Out et Riley's First Date?)
  - Kate Higgins (Disney Infinity 3.0)
- Versions française et québécoise :
  - Charlotte Le Bon (Vice-versa et Vice-versa 2)
  - Victoria Grosbois (Premier rendez-vous ?)

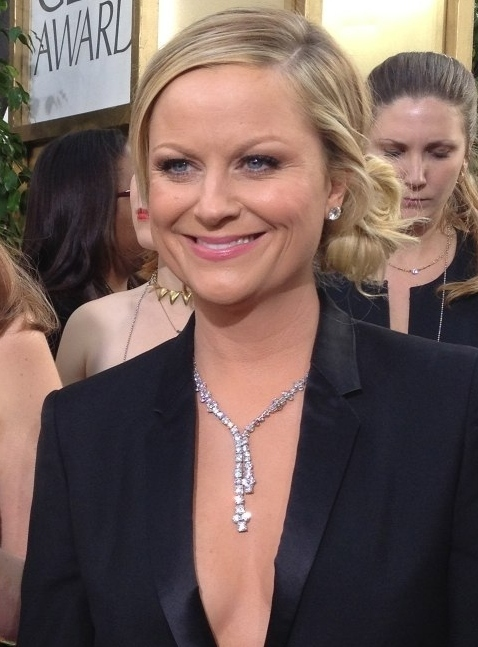
Amy Poehler en 2013
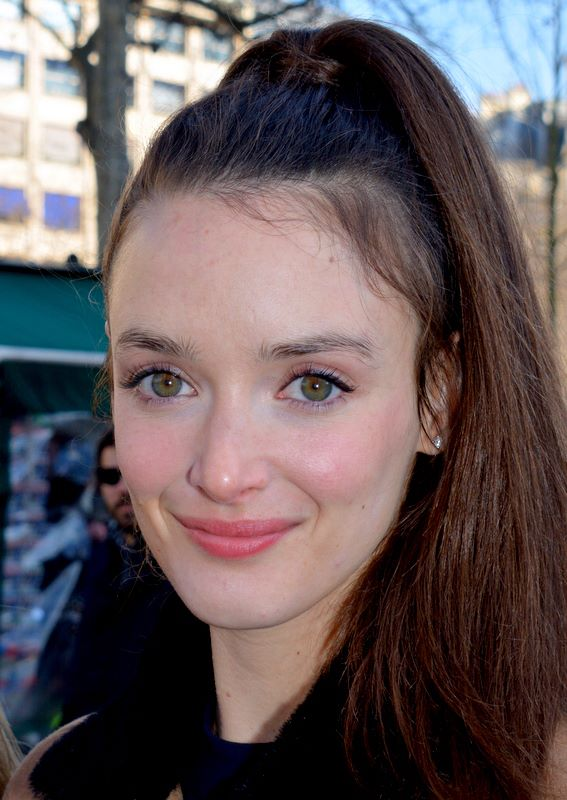
Charlotte Le Bon en 2015